# Episodi di Agli ordini papà (seconda stagione)
La seconda stagione della serie televisiva Agli ordini papà è stata trasmessa in anteprima negli Stati Uniti d'America dalla CBS tra il 17 settembre 1990 e il 13 maggio 1991.
| nº | Titolo originale      | Titolo italiano | Prima TV USA      | Prima TV Italia |
| -- | --------------------- | --------------- | ----------------- | --------------- |
| 1  | Safe at First Base    |                 | 17 settembre 1990 |                 |
| 2  | Welcome to Hollister  |                 | 24 settembre 1990 |                 |
| 3  | Get a Job             |                 | 1º ottobre 1990   |                 |
| 4  | The Goat              |                 | 8 ottobre 1990    |                 |
| 5  | First Anniversary     |                 | 15 ottobre 1990   |                 |
| 6  | Wetting Down          |                 | 22 ottobre 1990   |                 |
| 7  | Infant-ry             |                 | 29 ottobre 1990   |                 |
| 8  | Birthday Ball         |                 | 5 novembre 1990   |                 |
| 9  | Wish You Were Here    |                 | 12 novembre 1990  |                 |
| 10 | Love on the Run       |                 | 19 novembre 1990  |                 |
| 11 | Operation Fun Run     |                 | 26 novembre 1990  |                 |
| 12 | Gift of the Major     |                 | 19 dicembre 1990  |                 |
| 13 | Flying Solo           |                 | 7 gennaio 1991    |                 |
| 14 | A Bird in the Hand    |                 | 14 gennaio 1991   |                 |
| 15 | Learning to Drive     |                 | 21 gennaio 1991   |                 |
| 16 | The Name Is Over Here |                 | 4 febbraio 1991   |                 |
| 17 | Valentine's Day       |                 | 11 febbraio 1991  |                 |
| 18 | Sins of the Father    |                 | 18 febbraio 1991  |                 |
| 19 | The Possible Dream    |                 | 25 febbraio 1991  |                 |
| 20 | Private Affair        |                 | 11 marzo 1991     |                 |
| 21 | Polly's Choice        |                 | 18 marzo 1991     |                 |
| 22 | Silent Drill Team     |                 | 8 aprile 1991     |                 |
| 23 | Elmo Come Home        |                 | 29 aprile 1991    |                 |
| 24 | Together              |                 | 13 maggio 1991    |                 |